# Svend Høgsbro
 Der er flere personer med dette navn, se Svend Høgsbro (arkitekt).
Svend Høgsbro (født 4. juni 1855 på Rødding Højskole, død 5. maj 1910 i København) var en dansk jurist, Venstre-politiker, folketingsmedlem, kvinderetsforkæmper og minister.
Svend Høgsbros far, Sofus Høgsbro, var forstander på Rødding Højskole. I 1862 bosatte familien sig i København. Høgsbro blev gift med kusinen Louise Høgsbro, født Raunsøe (1857-1946). 
Høgsbro blev student 1872, cand.jur. i 1878 og højesteretssagfører i 1889. En særlig interesse havde han for kvindesagen. Høgsbro udformede som jurist og mangeårigt medlem af Dansk Kvindesamfunds styrelse flere skelsættende ligeretslove.
Han var medlem af Folketinget 1895-1909. I Regeringen Christensen l var han først trafikminister, siden afløste han Alberti som justitsminister i Regeringen Christensen ll. Han var også justitsminister i Regeringen Neergaard I 1908-09 og Regeringen Holstein-Ledreborg 1909.
Høgsbro blev Ridder af Dannebrogordenen 1904, Dannebrogsmand 1906 og Kommandør af 2. grad 1908.
Han er begravet på Vestre Kirkegård i København. De Danske Andelsforeninger rejste 29. juli 1912 en mindesten for ham i Skibelund Krat med portrætrelief, udført af Elias Ølsgaard.